# District historique du Domaine Saint-George
Le district historique du Domaine Saint-George est un district historique situé au nord-ouest de Frederiksted, dans les îles Vierges des États-Unis.

## Historique
Le district historique du Domaine Saint-George est une ancienne plantation de canne à sucre de la fin du XVIIIe siècle. Propriété de la famille Heyliger à l'époque dite de l'Âge d'or du sucre (1770-1782), le site continua la culture de la canne à sucre jusqu'en 1916. Après la fermeture de la plus grande entreprise sucrière, Bethlehem Sugar Central, en 1930, le domaine devint un ranch d'élevage. Actuellement utilisé comme parc botanique par les jardins botaniques Saint-George.
Le quartier comprend des ruines d'usines, un atelier de forgeron, une maison de surveillant sur deux étages, un village d'esclaves et ouvriers du début du XIXe siècle, un four à chaux, un cimetière et un système d'approvisionnement en eau avec puits et aqueduc.
district historique du Domaine Saint-George est inscrit au Registre national des lieux historiques, depuis 1986, et comprend huit bâtiments, neuf sites et sept structures.